# Chebabcea, Cetatea Albă
Chebabcea (în ucraineană Широке, transliterat: Șîroke) este un sat în comuna Marazlăveni din raionul Cetatea Albă, regiunea Odesa, Ucraina.

## Demografie
Componența lingvistică a comunei Chebabcea
     Ucraineană (97,89%)
     Rusă (1,31%)
     Alte limbi (0,73%)
Conform recensământului din 2001, majoritatea populației comunei Chebabcea era vorbitoare de ucraineană (97,89%), existând în minoritate și vorbitori de rusă (1,31%).